# Castroregio
Castroregio är en ort och kommun i provinsen Cosenza i regionen Kalabrien i Italien. Kommunen hade 276 invånare (2017).